# Station Pukekohe
Pukekohe is een spoorwegstation in de Nieuw-Zeelandse stad Pukekohe. Het station is het eindpunt van de Zuidelijke Lijn van de voorstadsspoorweg van Auckland. Daarnaast stopt de intercity-trein van Te Huia er.
Pukekohe werd in 1873 aangesloten op het spoornet. Het station is geopend in 1875. In 2014 werd het station vernieuwd.
Per 13 augustus 2022 was het station dicht wegens een verbouwing waarbij het spoor geëlektrificeerd zou worden. Op 3 februari 2025 heropende het station. Sindsdien stoppen er elektrische treinen van de voorstadspoorweg van Auckland. Het oude stationsgebouw werd verplaatst naar een gebied met gebouwen uit dezelfde tijd.

## Bediening
De volgende treinen stoppen op station Pukekohe:
| Serie           | Treinsoort                           | Route                                                                                    | Bijzonderheden |
| --------------- | ------------------------------------ | ---------------------------------------------------------------------------------------- | --- |
| Zuidelijke Lijn | Voorstadspoorweg (Auckland One Rail) | Waitematā – Newmarket – Ōtāhuhu – Puhinui – Manurewa – Takaanini – Papakura – (Pukekohe) | Rijdt iedere twintig minuten. Rijdt in de spits iedere tien minuten, maar rijdt dan eens in de twintig minuten tot Pukekohe. Rijdt 's avonds eens in het halfuur. |
| Oostelijke Lijn | InterCity (Te Huia)                  | Frankton – Pukekohe – The Strand station                                                 | Rijdt van maandag t/m woensdag en op zaterdag tweemaal. Rijdt op donderdag en vrijdag driemaal. Rijdt niet op zondag.                                             |